# Andoni Goikoetxea
Pour les articles homonymes, voir Goikoetxea.
Ne doit pas être confondu avec Jon Andoni Goikoetxea.
Andoni Goikoetxea Olaskoaga (né le 23 mai 1956 à Alonsotegi) est un footballeur puis entraîneur espagnol qui occupait le poste de défenseur central. Il a effectué l'essentiel de sa carrière à l'Athletic Bilbao.

## Carrière

### En club
Goikoetxea a joué de 1974 à 1987 à l'Athletic Bilbao, avant de terminer sa carrière de joueur à l'Atlético de Madrid de 1987 à 1990. Il fait ses débuts dans l'équipe première en 1974–1975 et participe donc au double titre de champion d'Espagne de Bilbao en 1982–1983 et 1983–1984.
Il est célèbre notamment pour avoir blessé Diego Maradona,  à la 59e minute d'un match de Liga le 24 septembre 1983 entre l'Athletic Bilbao et le FC Barcelone (victoire 4-0 du Barça). Avec une triple fracture à la cheville, cette blessure écarte le no 10 argentin des terrains pendant plusieurs mois et vaut à son adversaire le surnom de « boucher de Bilbao » ,,.
La finale de la Coupe du Roi 1984 marque les retrouvailles entre Diego Maradona et Andoni Goikoetxea. Maradona est impliqué dans une bagarre générale qui signe la fin de la carrière espagnole du footballeur argentin.

### En sélection
Sa première sélection en équipe nationale a lieu le 16 février 1983 contre les Pays-Bas. Il a joué 39 fois pour La Roja et a marqué quatre buts. Il a fait partie de la sélection pour l'Euro 1984, où l'équipe d'Espagne atteint la finale, perdue contre la France.
Goikoetxea a aussi participé à deux matchs de la sélection du Pays basque.

## Carrière d'entraîneur
Au terme de sa carrière de joueur, Andoni Goikoetxea devient entraîneur. Il prend notamment et successivement en charge l'UD Salamanca et le CD Numancia à deux reprises, ainsi que le SD Compostela, le Racing Santander et le Rayo Vallecano. Son dernier poste en date pour un club est celui d'entraîneur de l'AD Ceuta, de mi-décembre 2010 à mi-avril 2011 pour un total de 17 matchs sur les bancs de l'équipe.
Il a également été l'adjoint de Javier Clemente lorsque celui-ci entraînait l'équipe nationale espagnole pendant la coupe du monde 1994.
Il devient sélectionneur de la Guinée-Équatoriale en 2013. Il quitte ses fonctions le 31 décembre 2014.  

## Palmarès
- Athletic Bilbao :
  - Championnat d'Espagne de football : 1982–1983, 1983–1984
  - Coupe du Roi : 1983–1984
  - Supercoupe d'Espagne : 1984